# 피터르 제이만
피터르 제이만(네덜란드어: Pieter Zeeman, 1865년 5월 25일 ~ 1943년 10월 9일)은 네덜란드의 물리학자이다. 1902년에 제이만 효과를 발견하여 헨드릭 안톤 로런츠와 함께 노벨 물리학상을 수상했다.
레이던 대학교에서 로런츠의 가르침을 받았다. 1896년에 빛에 대한 자장의 영향을 연구하여 제이만 효과를 발견했다.
제이만은 1900년에 암스테르담 대학교의 교수가 되어 1908년에 물리학 연구소(현재의 제이만 연구소)의 소장이 되었다.

## 수상
- 노벨 물리학상 (1902)
- Matteucci Medal (1912)
- Henry Draper Medal (1921)
- Rumford Medal (1922)

달위의 분화구 중의 하나에 그의 이름 Zeeman 붙여짐.

## 같이 보기
- 제이만 효과